# I liga polska w hokeju na lodzie (2009/2010) – wyniki spotkań
Wyniki spotkań sezonu regularnego I ligi polskiej (2009/2010):

## I etap

### I runda

#### 1 kolejka
| Data       | Gospodarz        | Wynik               | Gość                 | Widzów |
| ---------- | ---------------- | ------------------- | -------------------- | ------ |
| 21.10.2009 | MMKS Nowy Targ   | 7:8 (2:3, 3:2, 2:3) | HC GKS Katowice      | 50     |
| 05.09.2009 | KTH Krynica      | 2:0 (1:0, 1:0, 0:0) | UKS Sielec Sosnowiec | 250    |
| 05.09.2009 | Legia Warszawa   | 4:8 (0:2, 1:3, 3:3) | TMH Polonia Bytom    | 200    |
| 30.09.2009 | Cracovia II      | 0:6 (0:1, 0:1, 0:4) | SMS I PZHL Sosnowiec | 15     |
|            | MUKS Orlik Opole | pauzuje             |                      |        |

#### 2 kolejka
| Data       | Gospodarz            | Wynik                | Gość                 | Widzów |
| ---------- | -------------------- | -------------------- | -------------------- | ------ |
| 06.09.2009 | MMKS Nowy Targ       | 10:1 (5:1, 3:0, 2:0) | UKS Sielec Sosnowiec | 80     |
| 30.09.2009 | KTH Krynica          | 3:1 (1:0, 1:1, 1:0)  | HC GKS Katowice      | 120    |
| 06.09.2009 | Legia Warszawa       | 8:3 (2:1, 1:1, 5:1)  | MUKS Orlik Opole     | 200    |
|            | TMH Polonia Bytom    | pauzuje              |                      |        |
|            | Cracovia II          | pauzuje              |                      |        |
|            | SMS I PZHL Sosnowiec | pauzuje              |                      |        |